# Міжнародний день ерзянської мови

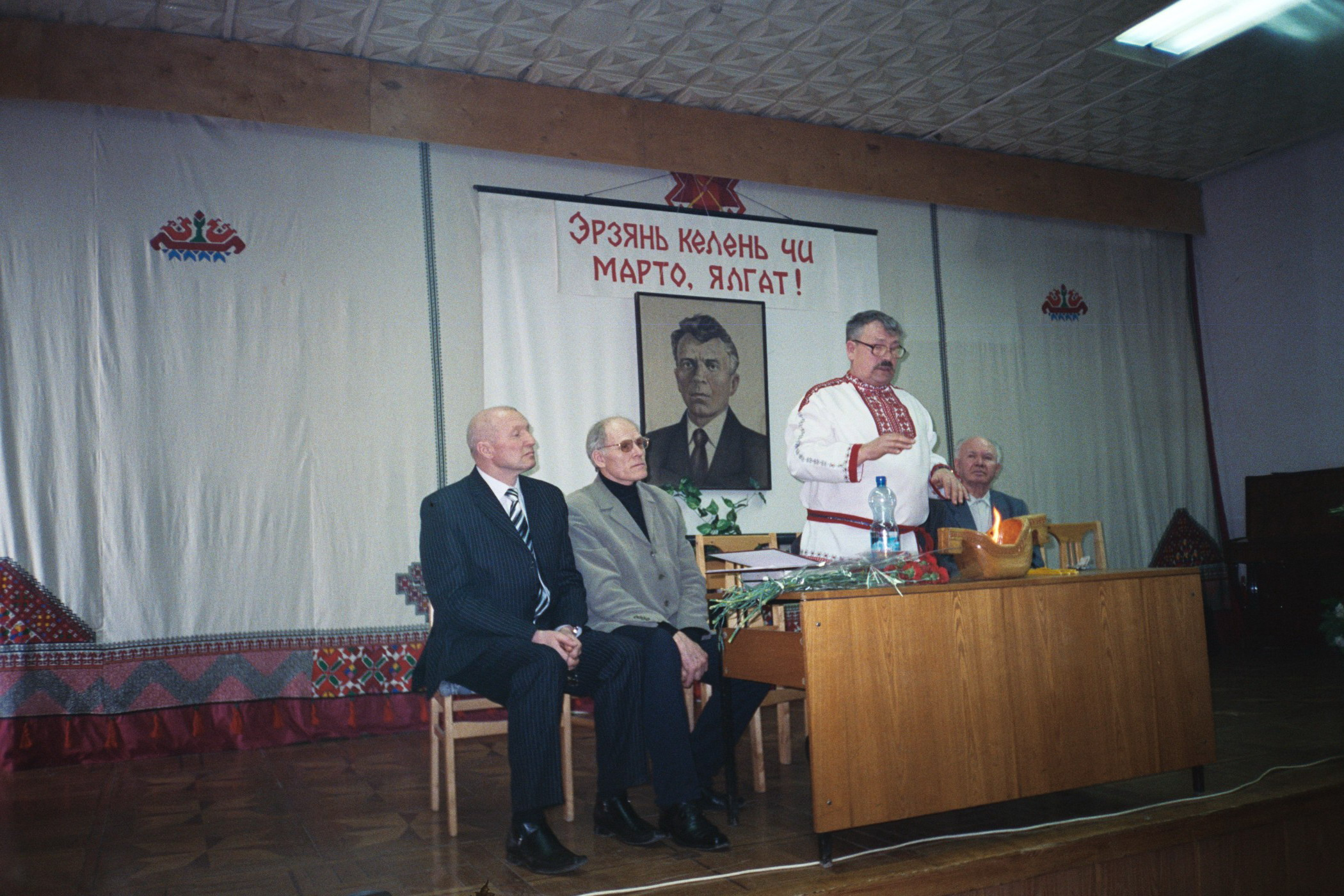
Відзначення Дня ерзянської мови у 2007 р. Доповідає Інязор Кшуманцянь Пірґуж.

Міжнародний день ерзянської мови (Ерзянь келен Чи) — день, який відзначають щороку 16 квітня, починаючи з 1993 року. Ініціативу щодо відзначення цього дня виявив Громадський фонд порятунку ерзянської мови ім. А. П. Рябова.

## Історія створення
Міжнародний день ерзянської мови відзначається на честь видатного ерзянського мовознавця Рябова Анатолія Павловича, який народився 16 квітня 1894 року. Він був репресований і загинув у 1938 році. Рябов був тісно пов'язаний із Україною, бо саме тут розпочався його шлях як ученого — 1916 року він закінчив Ніжинський державний університет імені Миколи Гоголя.
1993, квітень — День ерзянської мови вперше відзначається в місті Саранську.
2003, квітень — вперше в Україні святкування Дня ерзянської мови відбулося за участю національних громад Києва у приміщенні бібліотеки імені Салтикова-Щедріна. Ініціатор: Мартинюк Ростислав Михайлович, телерадіожурналіст, який видав першу в світі ерзянську поштівку, присвячену скульптору Степану Ерьзі.

## Традиції святкування

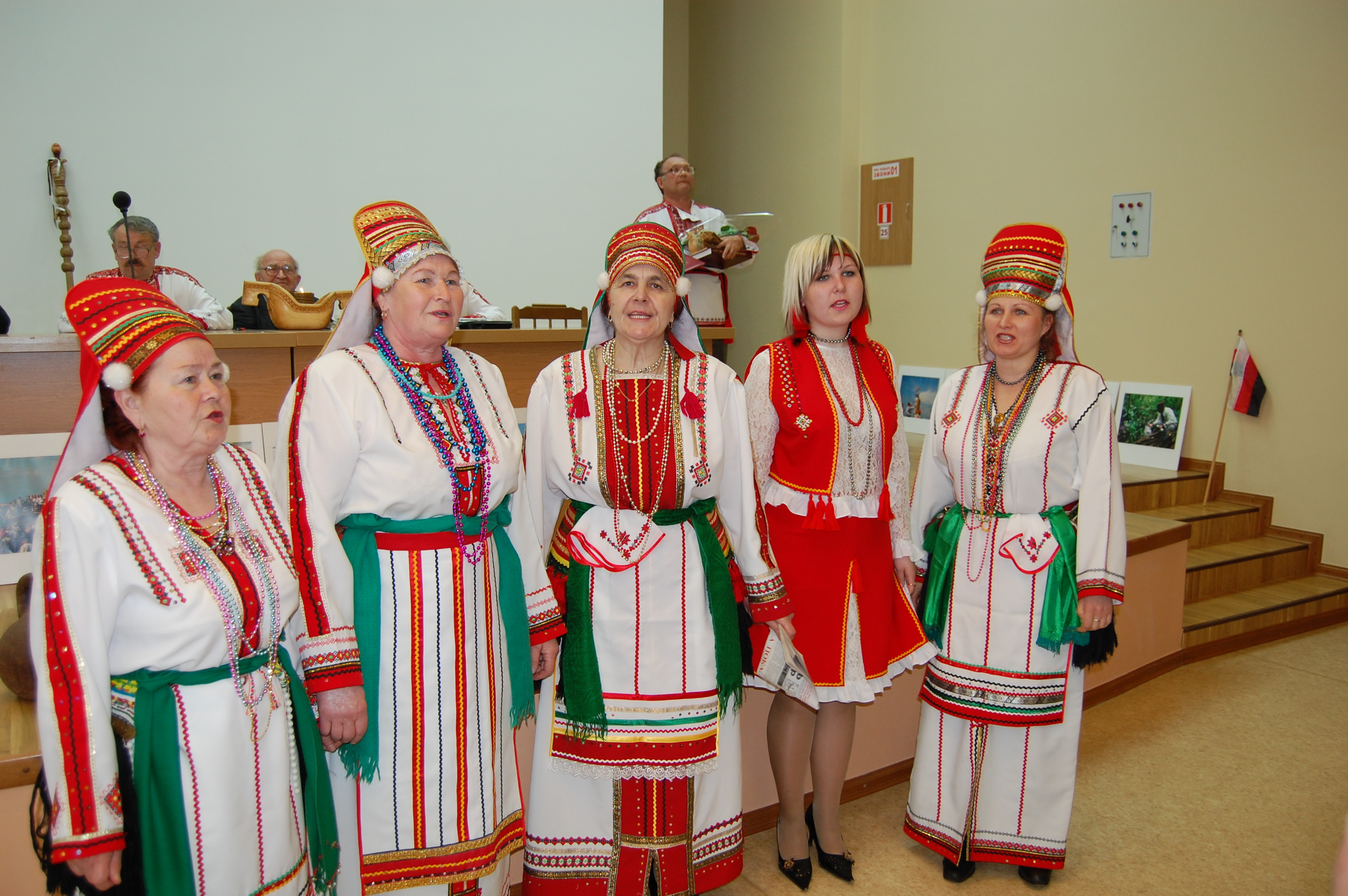
Виступ ерзянського ансамблю «Ламзурь» на День ерзянської мови у Саранську, 2008 р.

Свято в Республіці Мордовія проводиться кожного року на різних рівнях: у родинному колі, сільській бібліотеці, навчальних закладах, державних установах і громадських організаціях. Традиційно читаються уривки з героїчного епосу мордовського народу «Масторава», одягаються національні костюми, лунають пісні ерзянською мовою.
Із 2006 по 2012 рр. Міжнародний день ерзянської мови щороку відзначається в Києві. Так, у 2010 році святкування Міжнародного дня ерзянської мови відбулося за підтримки Центру суспільних досліджень «Український меридіан», члена Громадської Ради Міністерства закордонних справ України та ерзянської громади України. Під час святкування проводилися презентація інтерактивного словника ерзянської мови, розробленого ерзянською громадськістю кількох країн; виставки творчого доробку представників народу Ерзя в Україні (фотовиставка «Ерзянь Ломанть»). Було проведено круглий стіл-бліц, присвячений перспективам розвитку фіно-угорських мов у сучасному світі. У заході брали участь представники ерзянської громади Києва, українські науковці, які присвятили свою творчість дослідженню та розвитку фіно-угорського світу, сучасні ерзянські поети та письменники з Мордовії, представники інститутів громадянського суспільства із України та Росії, представники державних органів та дипломатичний корпус в Україні.
У 2012 році громадський діяч ерзянського молодіжного руху Сантю Учеваткін, який прибув до України з Республіки Мордовія для участі в конференції, присвяченій Міжнародному дню ерзянської мови, повідомив, що з 2013 року назва свята «Эрзянь келен Чи» буде скорочена до «Эрзянь Чи», що означає День ерзянської нації. У свою чергу представник київського товариства «Ерзянь вал» Ожомасонь Кірдя запропонував провести це свято в Ніжині — історичному центрі Чернігівської області.